# Praça do Município (Braga)

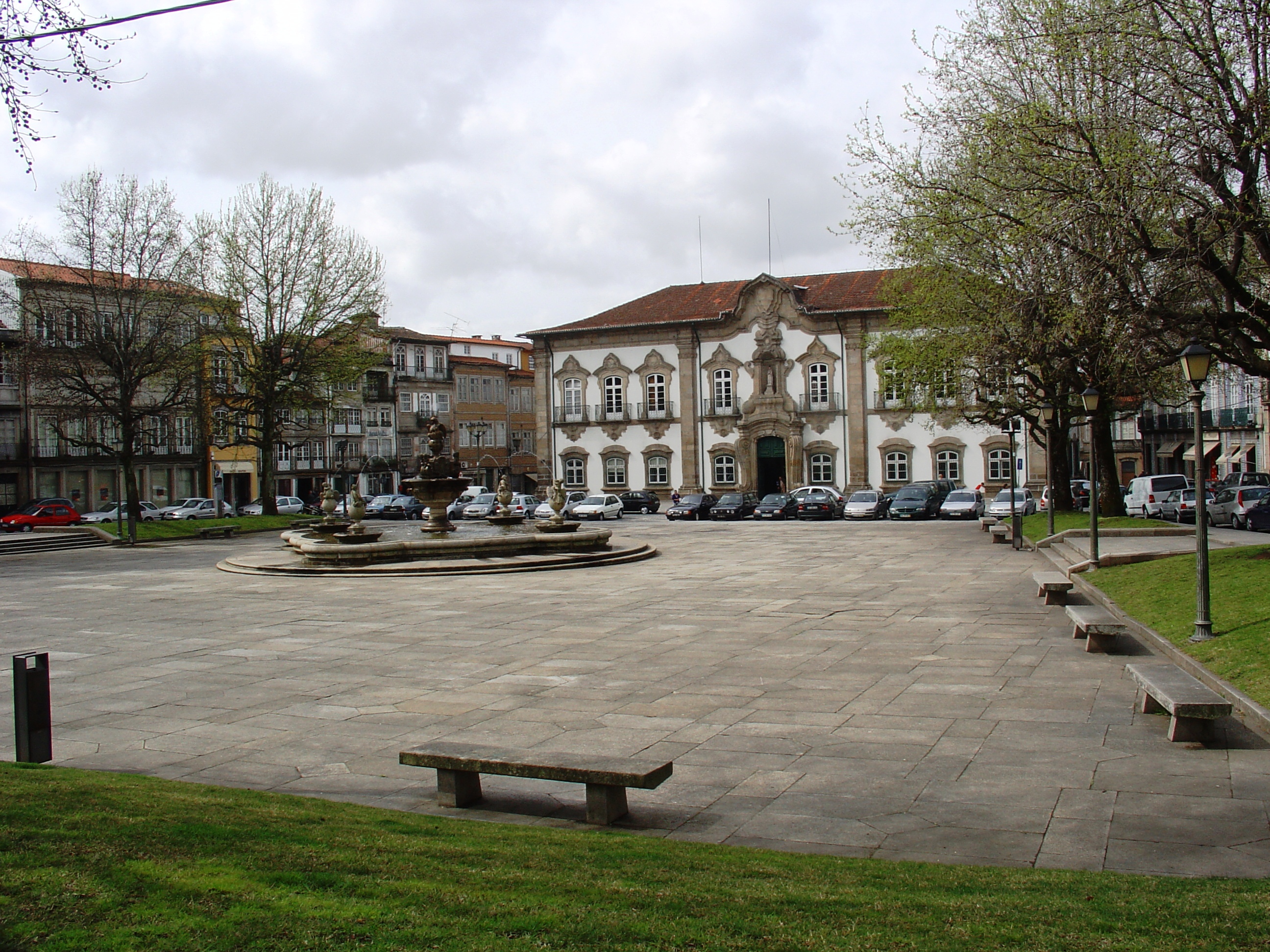
Praça do Município

A Praça do Município é uma praça localizada no centro histórico de Braga, Portugal.

## História
Na segunda metade do século XVI, por ordem do Arcebispo Frei Agostinho de Jesus, é aberta a praça na então dominada quinta e hortas do Paço Episcopal Bracarense. 
Inicialmente chamada como Praça dos Arcebispos, foi rebatizada como Campo dos Touros devido ás grandes festas tauromáquicas realizadas nela, por ocasiões de certas festas religiosas e nas ascensões de novos monarcas de Portugal.
Já no ano 1751, o Arcebispo D. José de Bragança manda edificar uma nova ala do Paço Episcopal Bracarense, atual Biblioteca Pública de Braga, voltada para esta praça o que lhe conferiu um grande grau de importância simbólica. Quase um século depois, na noite de 15 de Abril de 1866, um incêndio destruiu esta parte do Palácio. Importância essa, que viria ser aumentada com a construção da nova Domus Municipalis, em 1753. Desde então, a velha Campo dos Touros passou a denominar-se Praça do Município.

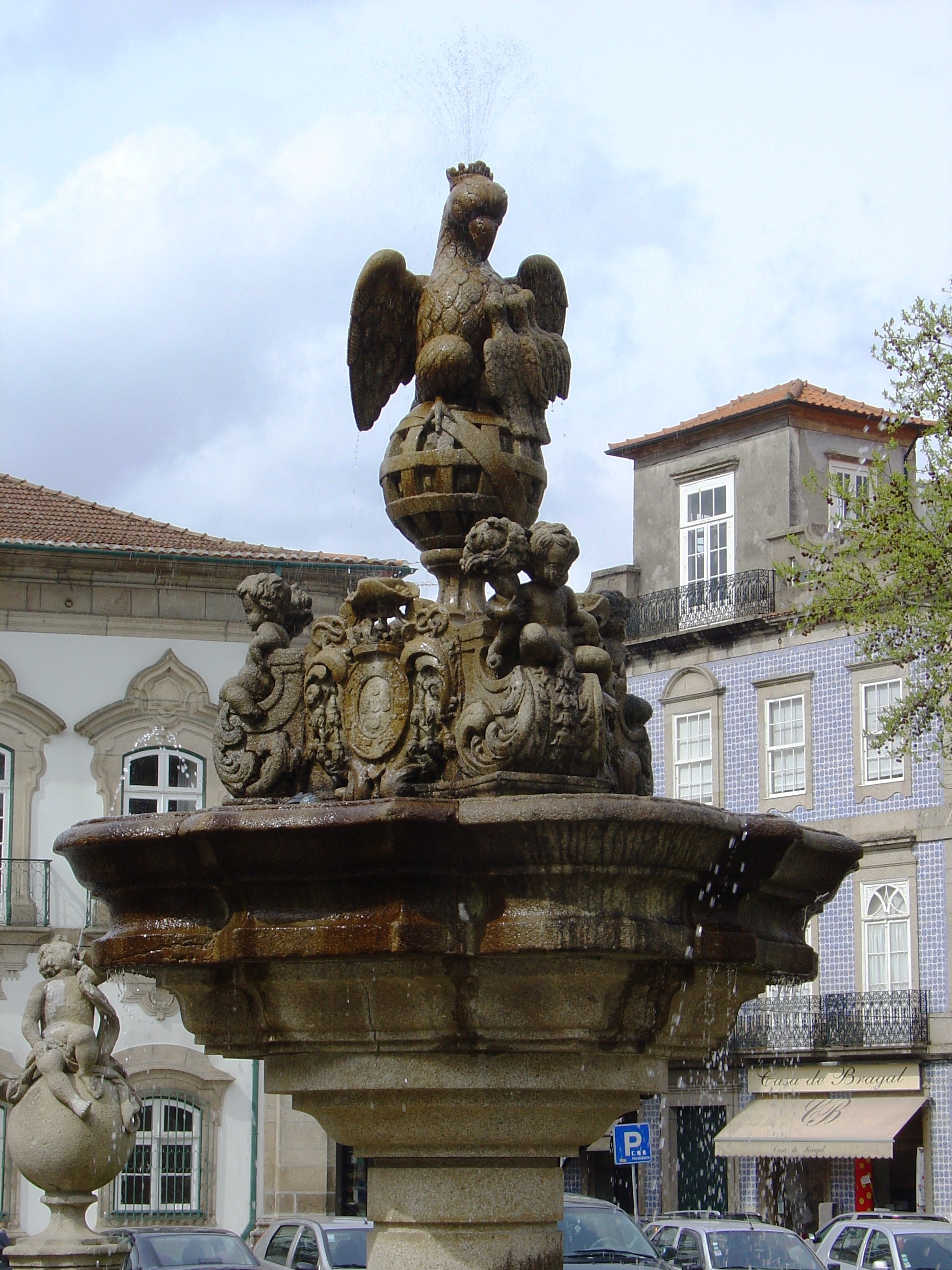
Fonte do Pelicano

Nos anos seguintes, o Arcebispo D. Gaspar de Bragança decidiu reunir na praça os vários mercados existentes pela cidade. Assim a praça tornou-se num grande mercado ao ar livre até 1878, aquando da abertura de um pavilhão na parte Norte da praça, que seria demolido em 1914.
Em 1 de outubro de 1915, sendo presidente da câmara Albano Justino Lopes Gonçalves, é inaugurado um grande mercado coberto em ferro da autoria de João Moura Coutinho. Apesar de ser um exemplar arquitetónico, o mercado não se enquadrava na praça, o que ditaria a sua demolição em 1955.
Em 1949 foi demolida a capela de Santo António da Praça, no topo nascente, para se proceder à abertura da rua Ulrich, atual rua Eça de Queiroz.  
Mais tarde, já com Viriato Nunes como presidente da câmara é colocada no centro a Fonte do Pelicano, e a praça adquire o aspeto atual, ladeada por árvores.